# ＃DIV/0!
「#DIV/0!」（ディヴァイディッド バイ ゼロ）は、BIGMAMAの7枚目のシングル。2011年9月14日にRX-RECORDSよりリリースされた。

## 概要
前作『秘密とルーシー』から2ヶ月ぶりのリリース。通常盤のみのリリース。また、ライブDVD『〜母と行く、魅惑の映像世界の旅〜』と同日リリースになる。

## 楽曲解説
＃DIV/0!
表題曲。MVが作られている。
高価な財宝を奪い合い、人が減ることで分け前が増えていくという、人間の欲望を描いた、サスペンス風の楽曲。
「#DIV/0!」とは本来、マイクロソフト社のアプリケーション「Excel」で、ゼロ除算をさせてしまったときに表示されてしまうエラーメッセージである。人が減り、個々の分け前が増えたとしても、割る数が0になってしまえば、計算不可能、無意味なものになってしまうというメッセージが示唆されている。
GhostWriter
「顔で笑って心で泣いてを繰り返すうちに本音を見失う」という迷いや挫折を、攻撃的なサウンドに乗せた楽曲。
元々こちらがリード曲になる予定であった。

## 収録曲
| 全作詞: 金井政人、全作曲・編曲: BIGMAMA。 |                 |          |            |      |
| #                                         | タイトル        | 作詞     | 作曲・編曲 | 時間 |
| 1.                                        | 「#DIV/0!」     | 金井政人 | BIGMAMA    | 4:34 |
| 2.                                        | 「GhostWriter」 | 金井政人 | BIGMAMA    | 3:49 |
| 合計時間:                                 | 合計時間:       | 8:23     |            |      |